# Neuvy-le-Barrois
Neuvy-le-Barrois – miejscowość i gmina we Francji, w Regionie Centralnym, w departamencie Cher.
Według danych na rok 1990 gminę zamieszkiwało 147 osób, a gęstość zaludnienia wynosiła 4 osoby/km² (wśród 1842 gmin Regionu Centralnego Neuvy-le-Barrois plasuje się na 990. miejscu pod względem liczby ludności, natomiast pod względem powierzchni na miejscu 217.).